# 바람의 검 - 적영자
《바람의 검 - 적영자》(일본어: 下忍　赤い影)는 2019년 공개한 일본의 액션 영화이다.

## 출연

### 주연
- 칸 이치로 : 류 역
- 유키 코세이 : 류쿠 출신 무사 역
- 야마구치 마유 : 시즈 역

### 조연
- 판타
- 사카키 히데오
- 츠다 칸지
- 타로 나카타니
- 유키하라 아이카